# Гризе, Жюль
Жюль Гризе (фр. Jules Griset; 18 декабря 1854 — 21 апреля 1915) — французский предприниматель и музыкант.
Унаследовал предприятие по прокату цветных металлов, основанное в Париже его прапрадедом Антуаном Гризе (1733—1807); именно на этом предприятии, среди прочего, был изготовлен платиновый эталон метра. В 1878 г. предприятие Гризе получило золотую медаль Всемирной выставки в Париже.
Одновременно выступал как виолончелист и хоровой дирижёр (иногда под псевдонимом-анаграммой Жюль Тержи, фр. Jules Tergis), хотя систематического музыкального образования не получил и считался любителем. Концертировал с середины 1870-х гг. (в том числе в сопровождении Жанны Дювинаж). С 1887 г. возглавлял Любительское хоровое общество (фр. Société chorale d'amateurs), выступал также в составе квартетов Альбера Желозо и Марселя Шайе. На протяжении многих лет был связан с Камилем Сен-Сансом, посвятившим Гризе Сонату для виолончели и фортепиано № 2 (1905) — Гризе и автор впервые исполнили её 7 ноября того же года в Париже; в частном концертном зале, обустроенном Гризе, среди прочего, состоялась премьера оперы Сен-Санса «Габриэлла ди Верджи» (1893). Эмманюэль Шабрие в подарок Гризе (по случаю новоселья последнего) написал «Оду музыке» на стихи Эдмона Ростана.
Жюлю Гризе также принадлежат аранжировки ряда произведений Сезара Франка для двух фортепиано — в том числе нескольких органных пьес (совместно с Анри Дюпарком) и Симфонии ре минор.
Дружеские отношения, связывавшие Гризе со многими выдающимися музыкантами, материализовались в его «дружеском альбоме» (Album Amicorum), в котором на протяжении трёх десятков лет оставили нотные автографы в 1-2 страницы Эдуар Лало, Полина Виардо, Шарль Гуно и т. д., вплоть до Мориса Равеля и Игоря Стравинского.